# Грис, Дэвид
Дэвид Грис (David Gries, род. 26 апреля 1939, Нью-Йорк) — американский учёный в области информатики, профессор Корнеллского университета, известный прежде всего как автор книг «Наука программирования» (1981) и «Логический подход к дискретной математике» (1993, в соавторстве с Фредом Шнайдером) и соавтор работы «Приём автоматического доказательства для параллельного программирования I».

## Биография
Родился в 1939 году во Флашинге — старейшем районе нью-йоркского боро Куинс.
Получил степень бакалавра в Колледже Куинса (Городской университет Нью-Йорка) в 1960 году, последующие два года работал программистом-математиком в Лаборатории вооружений ВМФ США. Там познакомился со своей будущей женой Илейн.
Магистратуру окончил в 1963 году в Иллинойсском университете в Урбана-Шампейн, совместно с Манфредом Полом и Рюдигером Виле написав полный компилятор с алгола для компьютера IBM 7090. В 1966 году получил степень доктора естественных наук в Мюнхенском техническом университете, где учился у Фридриха Бауэра и Йозефа Стёра.
В период 1966—1969 годов работал ассистентом профессора в Стэнфордском, а после этого — в Корнеллском университете, где провел 30 лет и в 1982—1987 годы возглавлял кафедру информатики. В 1992 году опубликовал Алгоритм раскраски рёбер Мисры и Гриса. В 1999—2002 годы преподавал в Университете Джорджии в Атенсе, вернувшись в Корнелл в январе 2003 года.
Автор, соавтор и редактор семи учебников и 75 научных статей. По состоянию на 2012 год живёт в Итаке (штат Нью-Йорк).

## Награды
Грис — единственный обладатель четырёх основных премий в области информатического образования:
- Образовательной премии Американской федерации обработки информации (1986);
- Премии за выдающийся вклад в информатическое образование секции информатики Ассоциации вычислительной техники (1991);
- Образовательной премии имени Тейлора Бута Компьютерного общества Института электротехники и электроники (1994);
- Премии выдающемуся деятелю образования Ассоциации вычислительной техники (1995).

Почётный доктор права Колледжа Даниеля Вебстера (Нашуа, штат Нью-Гэмпшир, 1966) и почётный доктор естествознания Университета Майами (Оксфорд, штат Огайо, 1999).
С 1994 года действительный член Ассоциации вычислительной техники за соавторство в работе «Приём автоматического доказательства для параллельного программирования I».

## Книги
- Compiler Construction for Digital Computers. John Wiley and Sons, New York, 1971, 491 pages. (Переведена на испанский, японский, китайский, итальянский и русский языки. Русское издание: Грис, Дэвид. Конструирование компиляторов для цифровых вычислительных машин : Пер. с англ. / Дэвид Грис; Пер. Е. Б. Докшицкая. — М. : Мир, 1975. — 544 с. : ил. — Библиогр.: с. 522—532. -Алф. указ.: с. 533—534. -Предм. указ.: с. 535—539. — (в пер.) : Б. ц. УДК 681.3.068, РУБ 681.3).
- A Primer on Structured Programming, Using PL/I, PL/C and PL/C7. 1976, 397 pages. (with R. Conway).
- Primer on Structured Programming using Pascal. 1976, 433 pages. (with R. Conway and E.C. Zimmerman).
- An Introduction to Structured Programming using SP/K. 1977. (with R. Conway and D. Wortman).
- An Introduction to Programming --a structured approach. Winthrop, Cambridge, Edition 3, 1978, 509 pages. (with R. Conway).
- Introduction to Microprocessor Programming using PL/Z. 1979, 593 pages. (with R. Conway, M. Fay, and C. Bass).
- Programming Methodology: a Collection of Articles by Members of IFIP WG2.3. Editor. Springer Verlag, New York, 1979, 437 pages.
- The Science of Programming. Springer Verlag, New York, 1981, 350 pages. (Переведена на русский и японский языки. Русское издание: Грис, Дэвид. Наука программирования : Пер.с англ. / Д. Грис; пер. Н. Н. Непейвода, ред. пер. А. П. Ершов. — М. : Мир, 1984. — 416 с. : ил. — Библиогр.: с. 413—414. — Б. ц., УДК 681.3.06, РУБ 681.3).
- Beauty is our Business. Editor. Springer Verlag, New York, 1990, 453 pages. (with W.H.J. Feijen, A.J.M. van Gasteren, and J. Misra).
- Instructor’s Manual for «A Logical Approach to Discrete Math». D. Gries and F.B. Schneider, Ithaca, 1993. 311 pages (with F.B. Schneider).
- A Logical Approach to Discrete Math. Springer Verlag, NY, 1993, 500 pages (with F.B. Schneider).
- Programming Concepts and Methods, PROCOMET '98 (ed.). Chapman and Hall, London, 1998. (with W.-P. De Roever).
- Multimedia Introduction to Programming Using Java. Springer Verlag, NY, 2004, 536 pages (with P. Gries).
- The ProgramLive Companion. John Wiley & Sons, NY, 2001. 350 pages. (with P.Gries and P. Hall).
- ProgramLive. DataDescription. Ithaca, NY, 2000. (with P. Gries).